# Sibari (traghetto)
La nave Sibari era un traghetto di tipo ferroviario, entrato in servizio nel 1970 per le Ferrovie dello Stato e transitato successivamente in Bluvia, la divisione per la navigazione di RFI. Ha servito per 38 anni il traffico veicolare e ferroviario nello Stretto di Messina sulla rotta Messina - Villa San Giovanni. Questo traghetto, assieme alle gemelle Iginia e Rosalia, aveva la particolarità di avere l'accesso per i carri solamente a prua, anziché a poppa o in ambo le parti.
La Sibari era stata costruita nei cantieri navali di Castellammare di Stabia. Il traghetto era dotato di ristorante self service e un bar. Il ponte principale della nave aveva 4 binari per un totale di 378 metri lineari per il trasporto di 16 vagoni ferroviari mentre il ponte superiore era quasi totalmente destinato al trasporto di autovetture.
A luglio 2009 la nave venne venduta per demolizione insieme alla compagna di flotta Garibaldi; il 27 dicembre 2009 arrivò ad Aliağa, in Turchia, dove fu demolita nei mesi seguenti.

## Navi gemelle
- Iginia
- Rosalia